# 航空科学博物馆

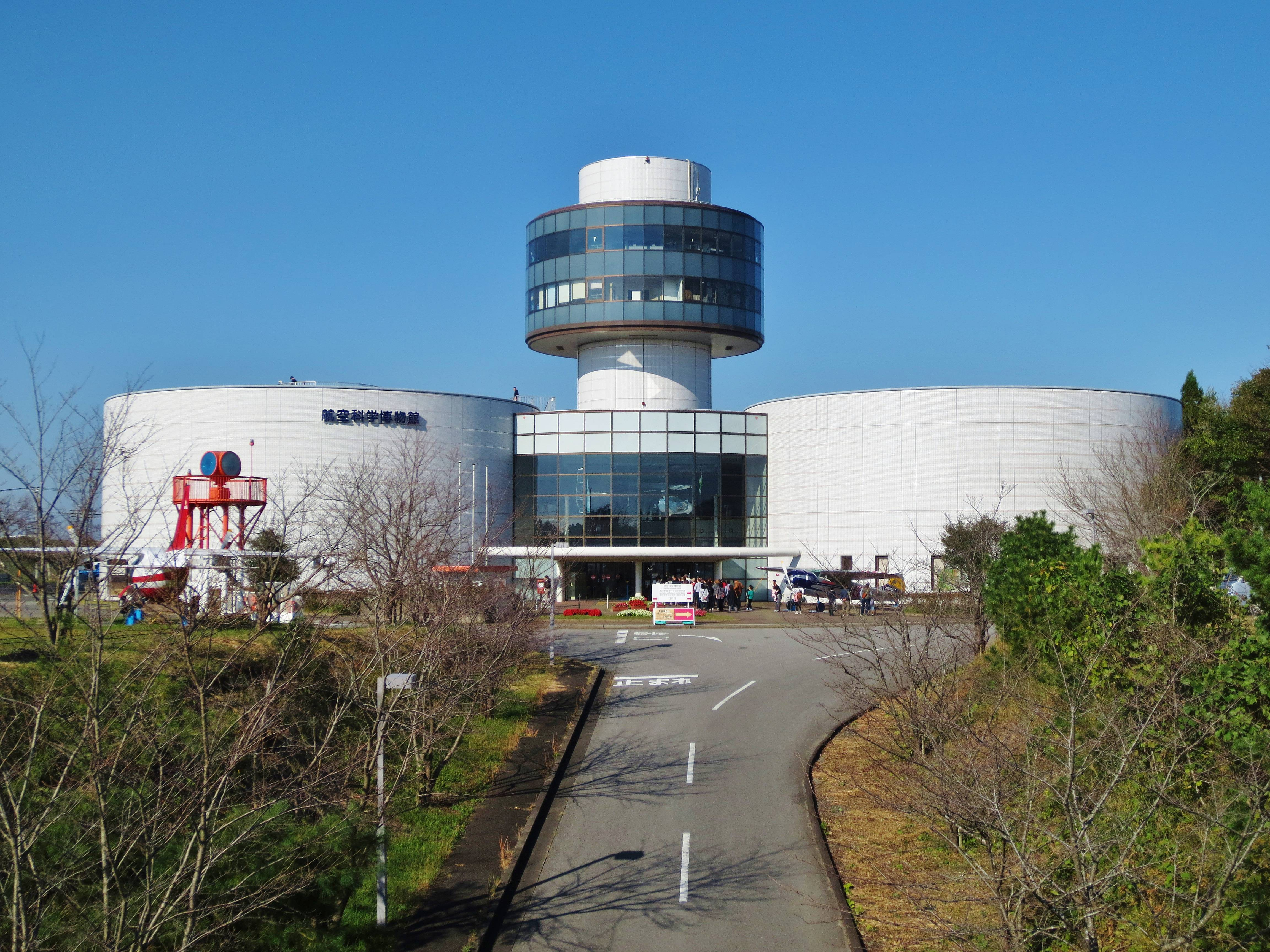
航空科学博物馆

35°44′25″N 140°23′53″E / 35.7402°N 140.3980°E
航空科学博物馆  是位於日本千葉縣山武郡芝山町岩山的航空航天博物馆。位於成田國際機場附近。1989年8月1日建立。

## 图像

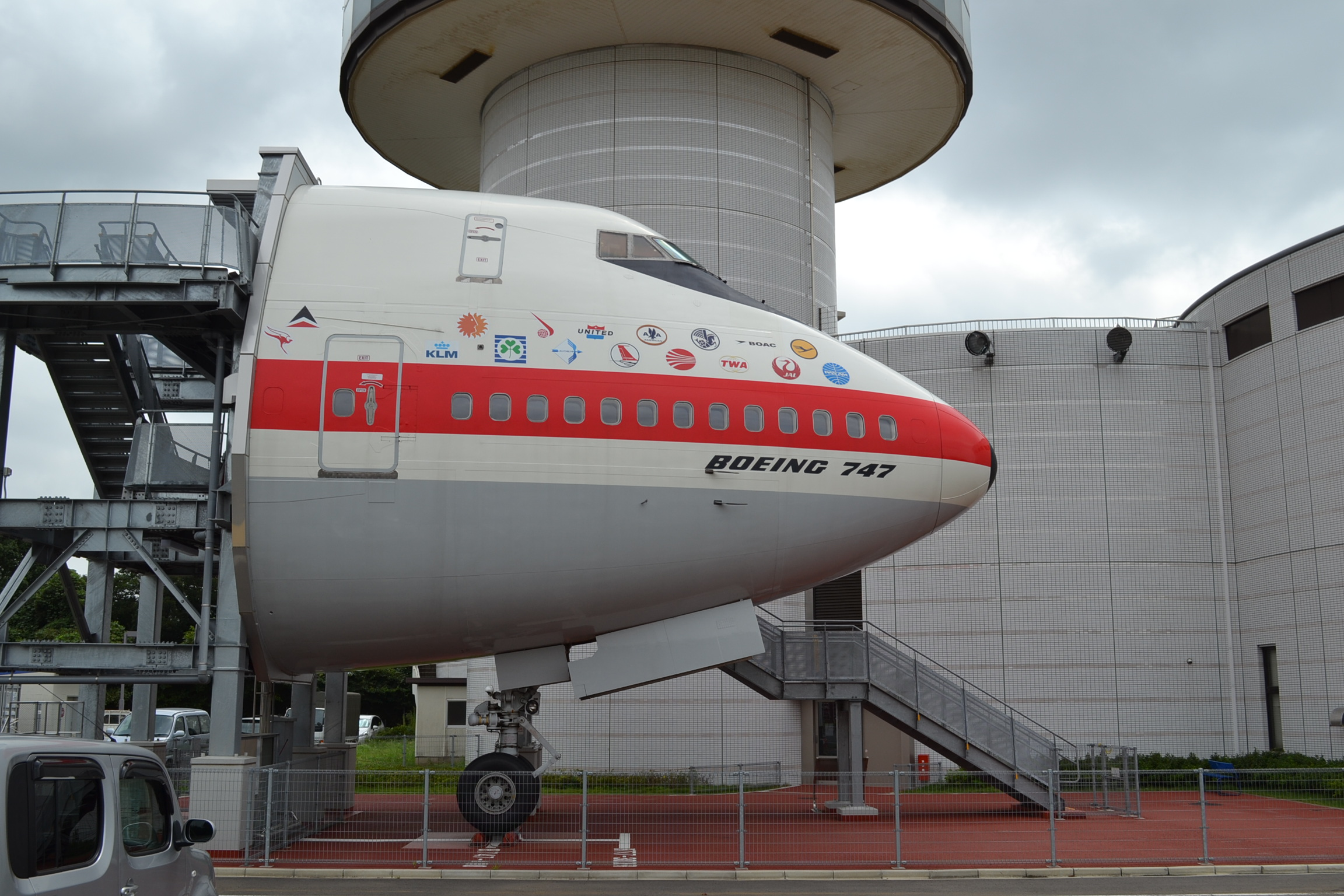
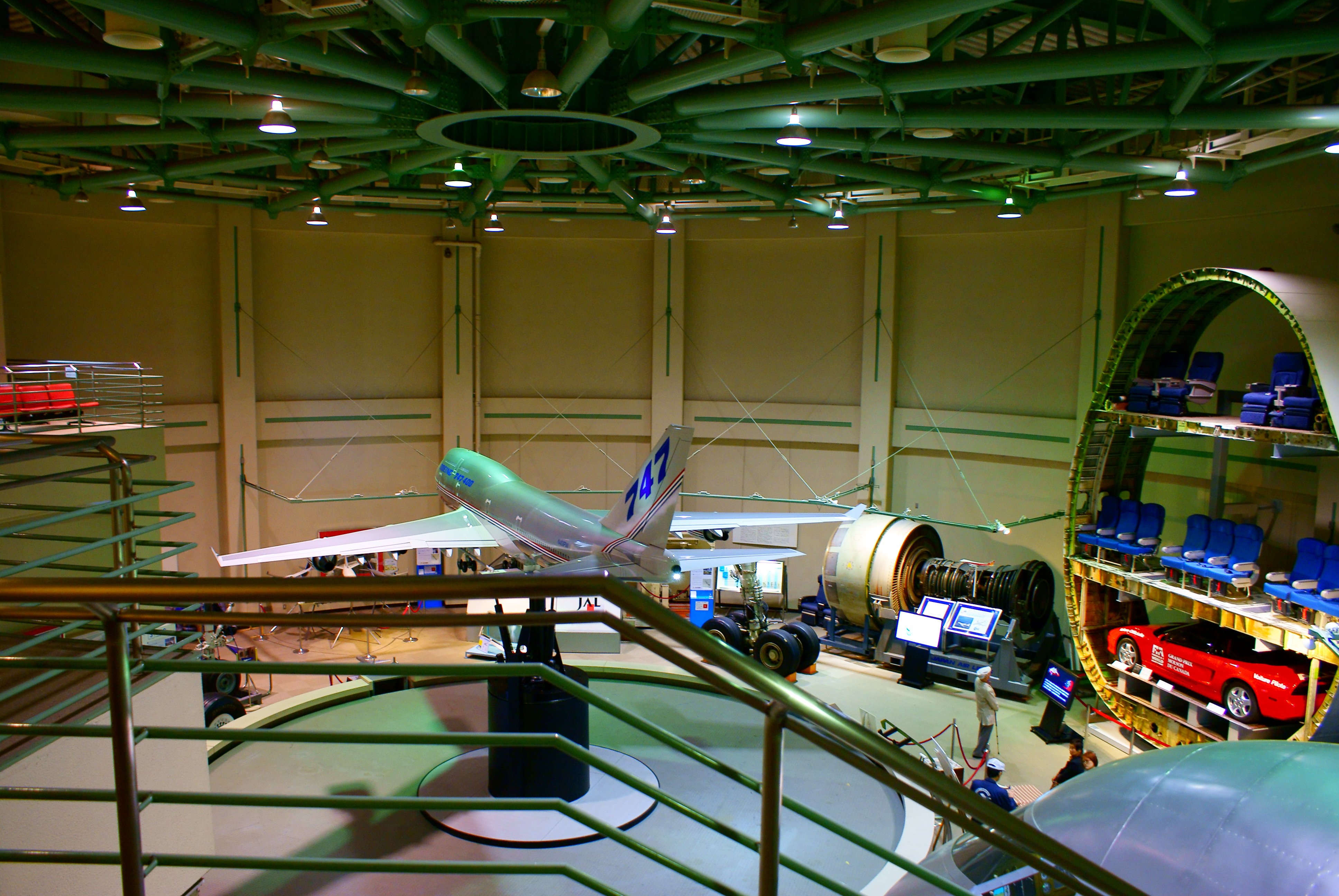

## 外部連結
- 航空科学博物馆 （页面存档备份，存于）（日語）